# Natalja Iwanowna Durizkaja

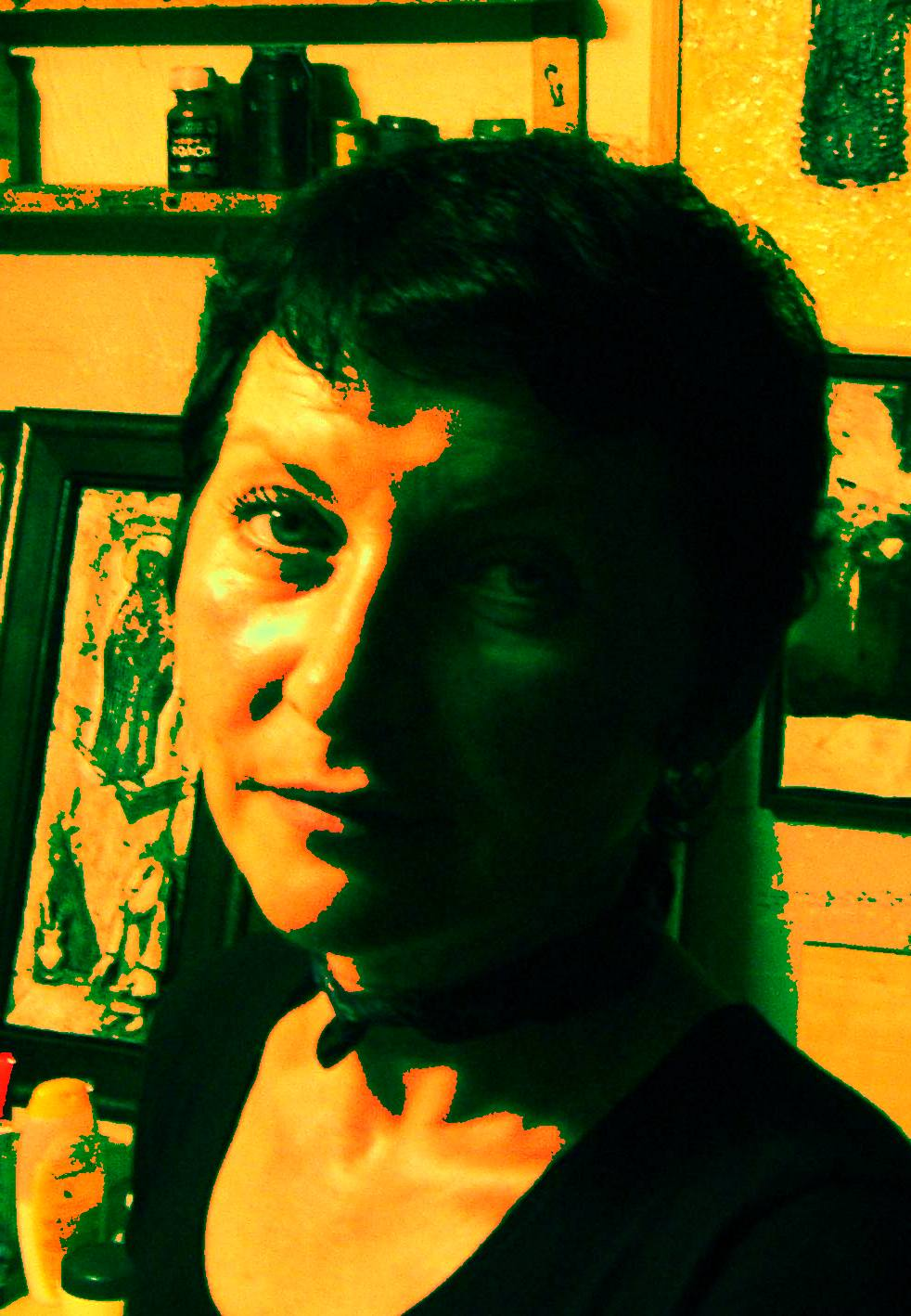
Natalja Durizkaja, 2004

Natalja Iwanowna Durizkaja (russisch Наталья Ивановна Дурицкая; * 16. Juli 1960 in Taganrog) – ist eine russische Malerin und Mitglied des Malerverbands.

## Leben
Natalja Durizkaja gehört zur Schule von Leonid Stukanow und Juri Fessenko. Von 1978 bis 1982 besuchte sie die Grekow-Kunstfachschule (Studio von Juri Fessenko) in Rostow am Don. Sie war als Malerin und Designerin an einem Kombinat des Malerverbands (1982–1995, Taganrog) tätig. Im Jahre 1987 beteiligte sie sich an der in den kunstwissenschaftlichen Kreisen berühmten „Eintägigen Ausstellung“ der zukünftigen  Genossenschaft „Kunst oder Tod“ (Taganrog, Kulturpalast des Werkes „Priboi“). Von 1996 bis 1999 war sie als Lehrerin an einer Kinderkunstschule tätig, wo sie Malerei, Zeichnung, und Kunstgeschichte unterrichtete.  Seit 2005 arbeitet sie als Lehrerin in der Rostower Kunstschule Nr. 1 (Malerei, Zeichnung, Komposition).
Die Werke Durizkajas befinden sich in den Sammlungen des Taganroger Kunstmuseums, der Galerie „Piter“, und in privaten Sammlungen in der Schweiz, Deutschland, USA, Israel und Russland.

## Einzelausstellungen
- 2008 «Wetwi» (Zweige). Taganroger Kunstmuseum, Taganrog;
- 2006 «Prosto» (Einfach). Museum für Städtebau und Alltagsleben, Taganrog;
- 2004 «Natascha De». Wohnungsausstellung, Rostow am Don;
- 2000 «Rost’ow». Wohnungsausstellung, Rostow am Don;
- 1995 «Stilles Leben der toten Natur». Ausstellungshalle der Kinderkunstschule, Taganrog.

## Die Galerie

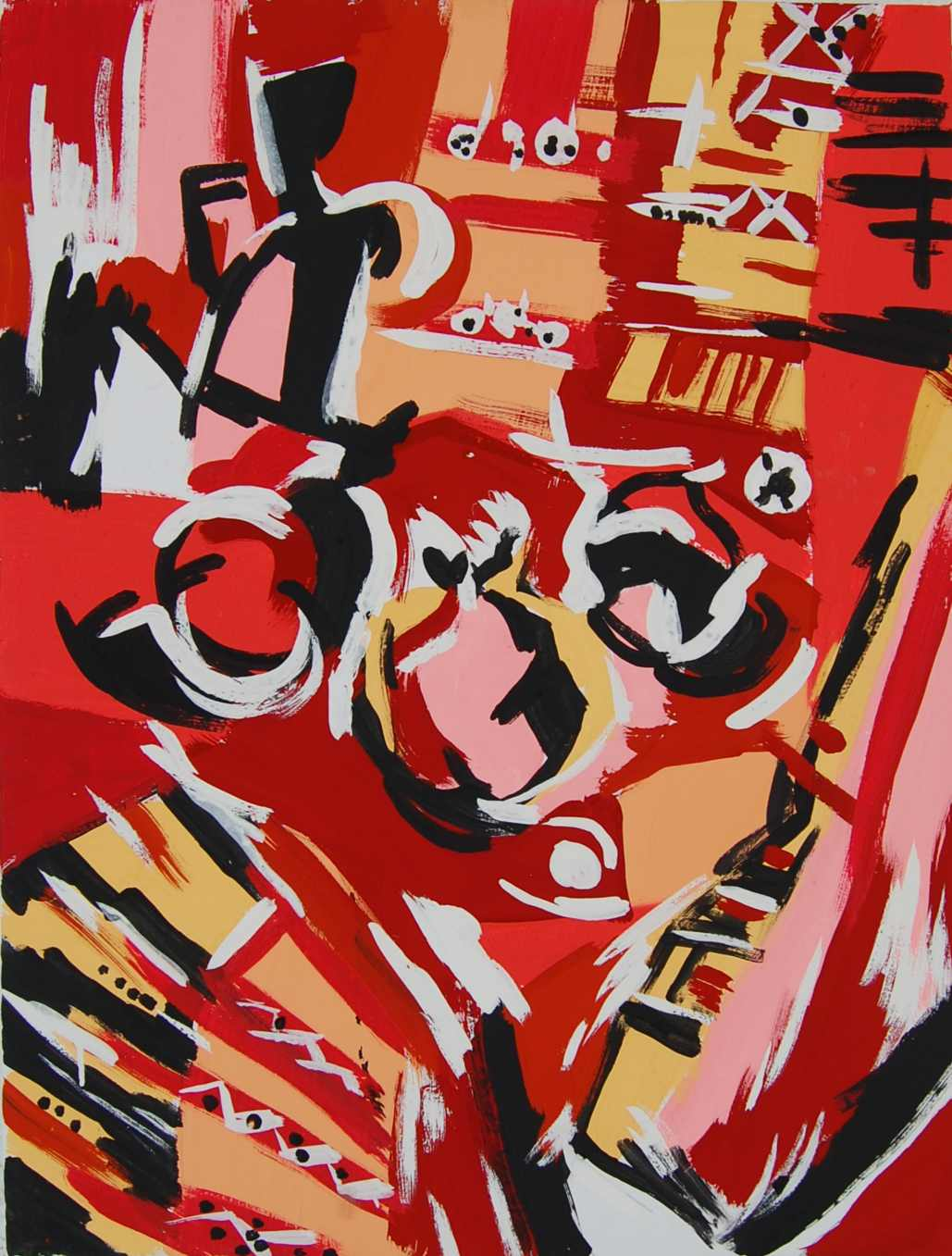
"Dreams of Grandmother Sarah", Das Papier/guash', 68,5х52,5, 2008
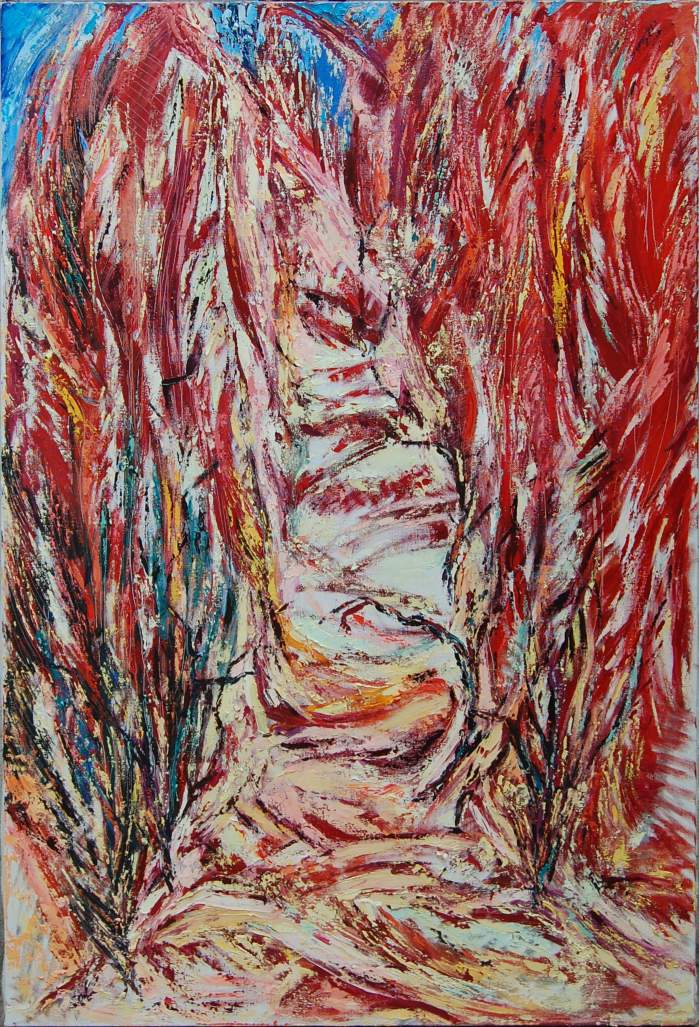
"Sutin's avenue", Die Leinwand/Öl, 140x95, 2008
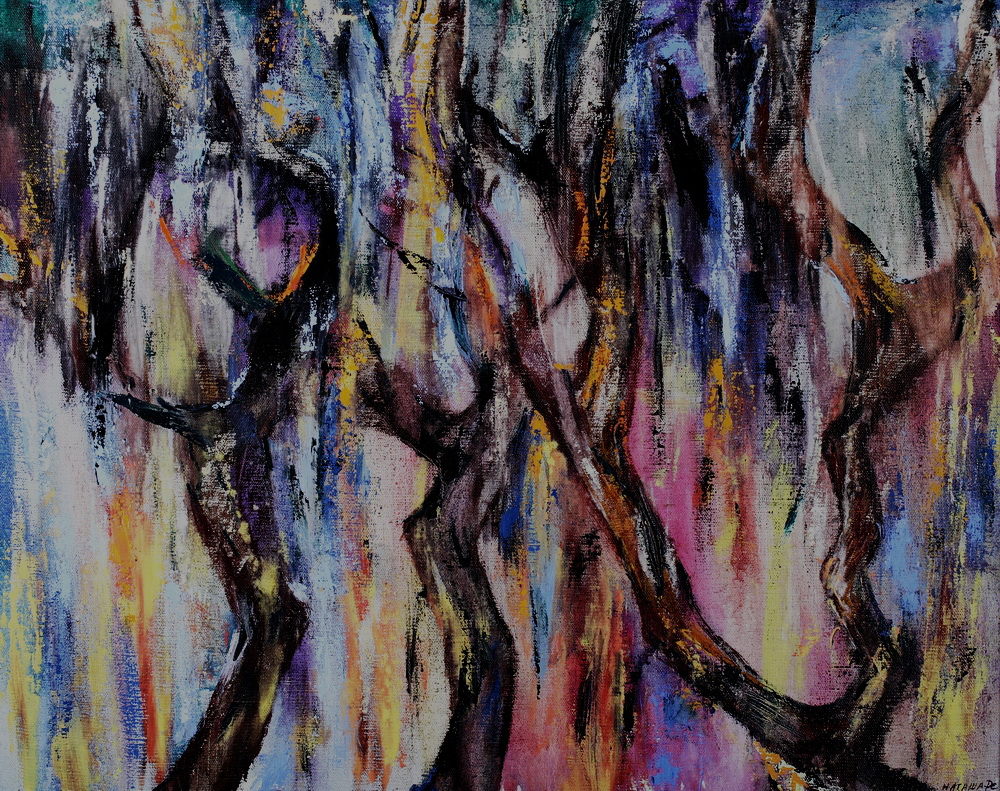
"Kapel' dojdya, pobejavshih vosled...", Die Leinwand/Öl, 64x81, 2007
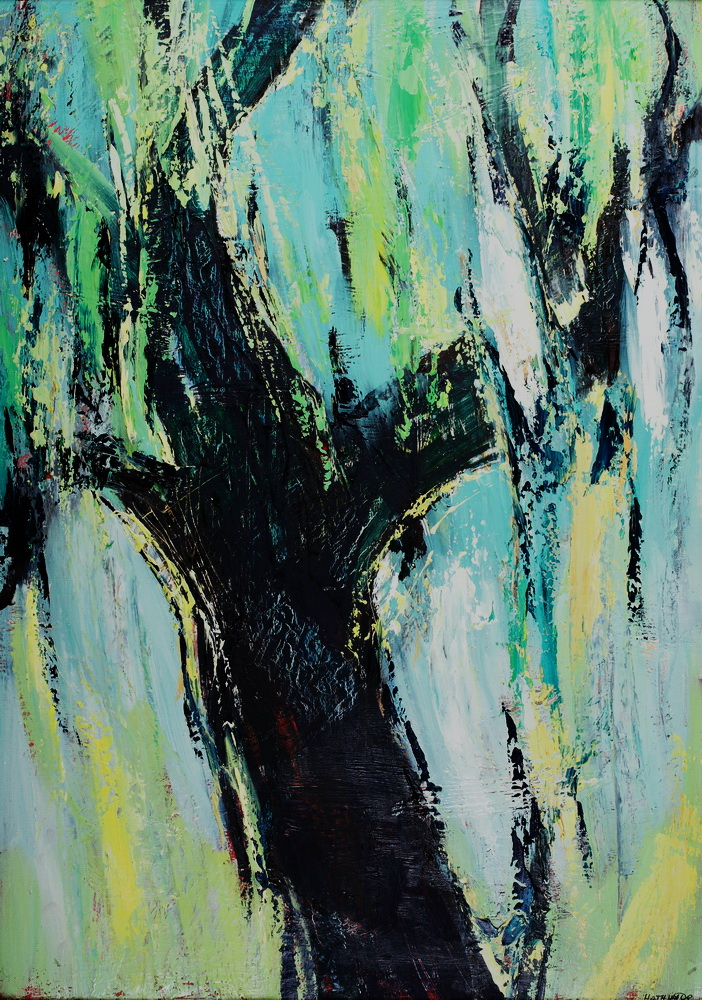
"Chernoe derevo", Die Pappe/Öl, 100x70, 2007
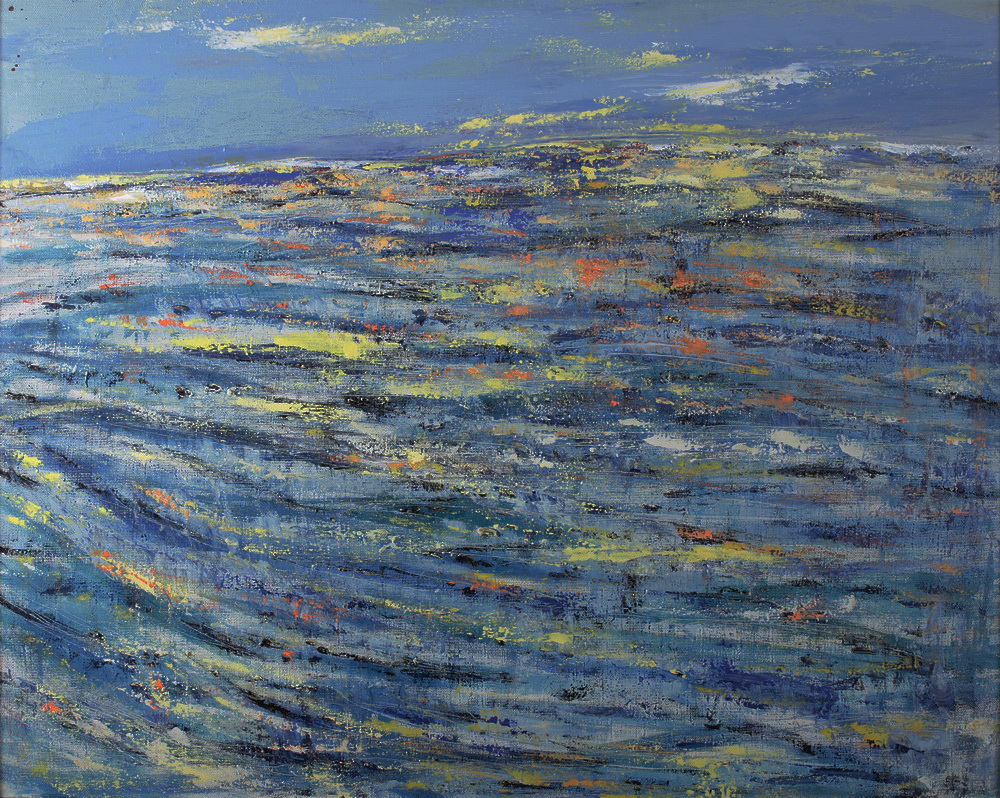
"Den Taganrogsky Golf", Die Leinwand/Öl, 81x102, 2006
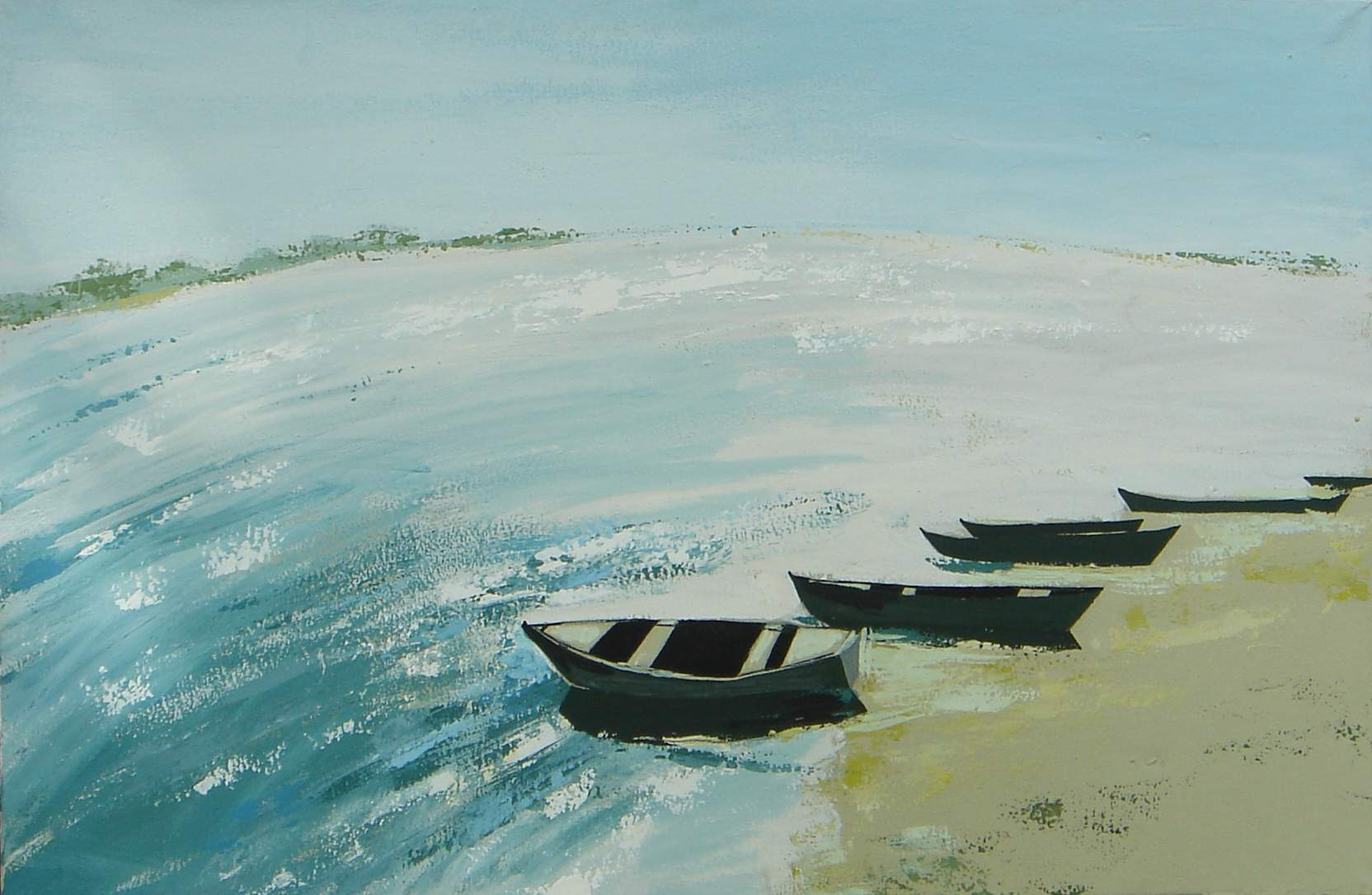
"I reki, svetlue kak nebesa...", Das Papier/guash', 65x96, 2006
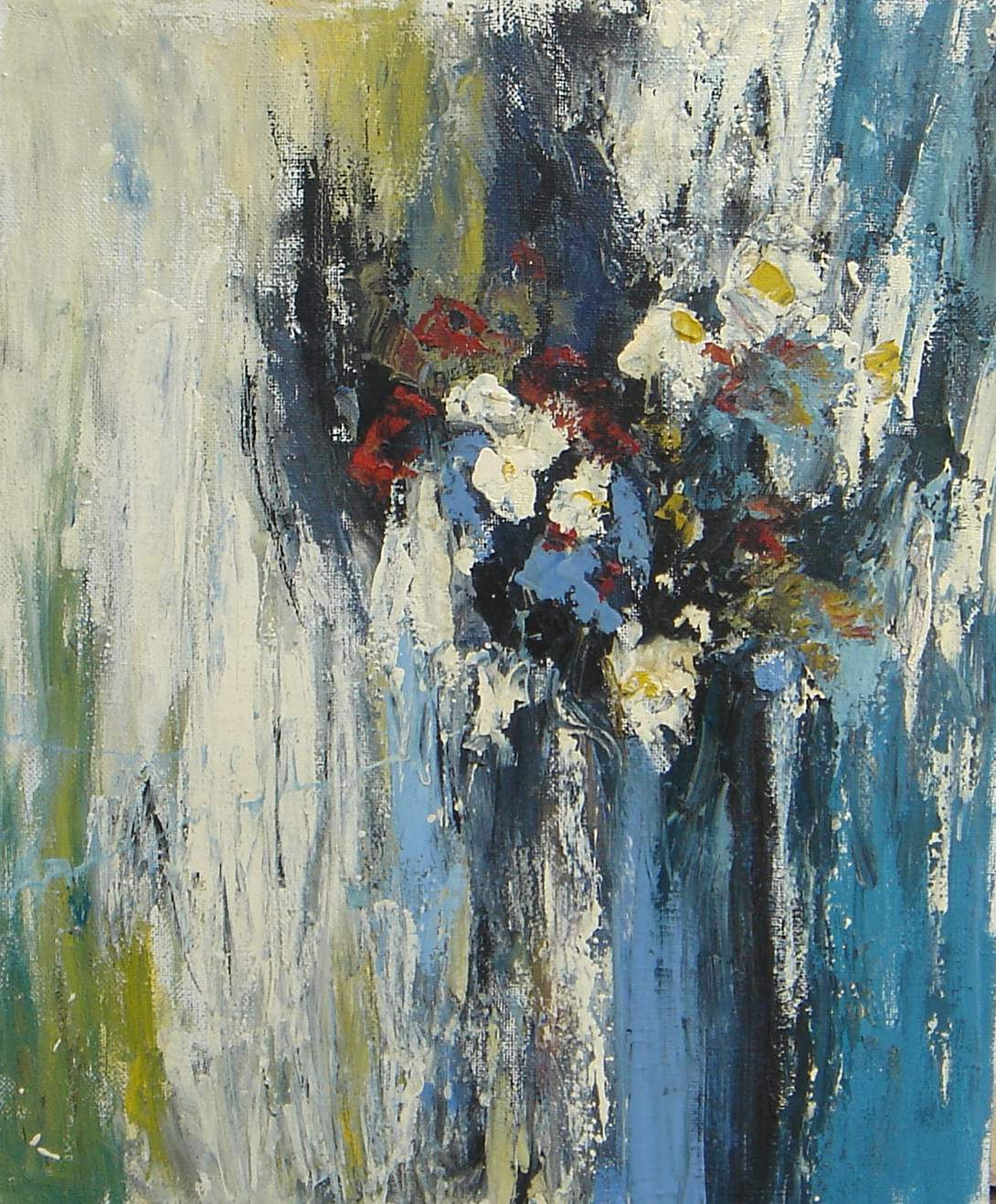
"Die blaue Vase", Die Leinwand/Öl, 57x47, 2003